# Херлен
Херлен (хол. Heerlen) је град Холандије у покрајини Лимбург. Према процени из 2008. у граду је живело 89.633 становника.

## Становништво
Према процени, у граду је 2008. живело 95.147 становника.
| 1980.  | 1990.  | 2000.  | 2008.  |
| ------ | ------ | ------ | ------ |
| 71.102 | 94.046 | 95.147 | 89.633 |